# Notícias (Moçambic)
Notícias és un dels principals diaris de Moçambic. Es publica a Maputo i fou fundat per Manuel Simões Vaz el 15 d'abril de 1926 (el més antic i de major circulació). Se'l considera proper al govern.

## Història
El diari fou fundat en 1906 amb el nom de Notícias de Moçambique, però segons altres informacions el periòdic va ser fundat el 15 d'abril de 1926. i editat des de 1956 per l'editorial Sociedade Notícias, S.A. la propietat de la qual era repartida entre el Banc de Portugal i el Banco Nacional Ultramarino. Aquesta participació va quedar en mans del Banc de Moçambic després que el país assolís la independència en 1975 i va restar controlat pel Frelimo. El mateix va passar amb Rádio Moçambique i Televisão de Moçambique, mitjans que quasi monopolitzaven la informació del país.
En juliol de 2013 el govern va acomiadar l'editor en cap de tota la vida, Rogério Sitoe, per informar d'una conferència de premsa del líder de RENAMO, Afonso Dhlakama, a Sadjundjira i per haver-se solidaritzar amb Jorge Arroz, president de l'Associação Médica de Moçambique i detingut per la policia. Sitoe fou succeït per Jaime Langa.

## Perfil
Des de la democratització de Moçambic i la diversificació dels mitjans, hi ha nombrosos diaris alternatius. En particular, el 2008 Soico Media Group va editar els diaris O País, principal competidor de Notícias a Maputo. Tanmateix Notícias és el diari preferit per les institucions governamentals per a publicar la propaganda institucional. Notícias cobreix també de manera àmplia tots els processos electorals.
Segons un estudi de Celestino Vaz el diari Notícias té una tirada de 16.000 exemplars, dels quals 14.120 són subscriptors i 1.880 són en venda directa a Maputo i la resta del país.